# 卡斯楚街

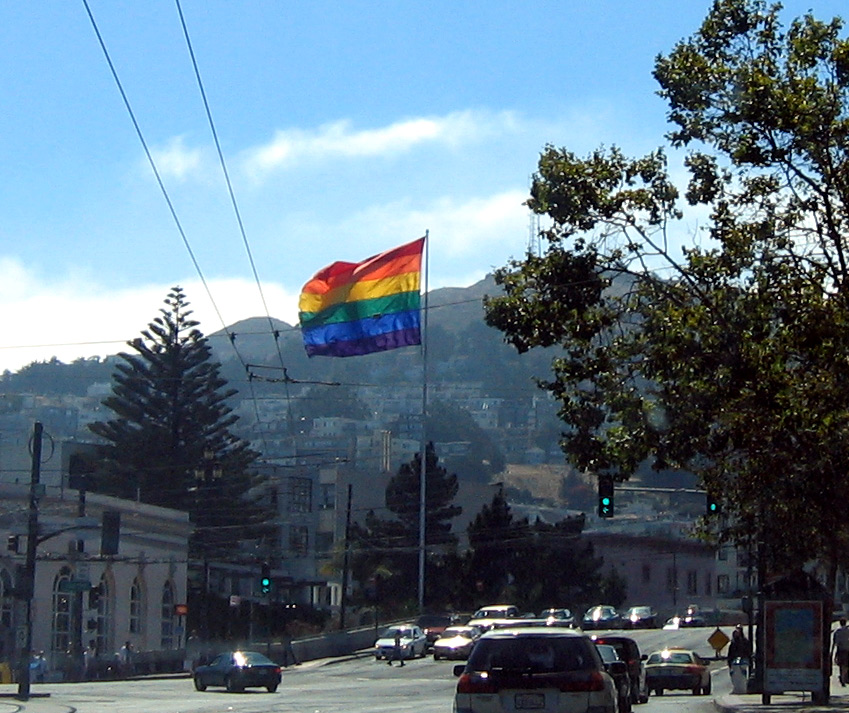
在卡斯楚街第十七街市場轉角的彩虹旗

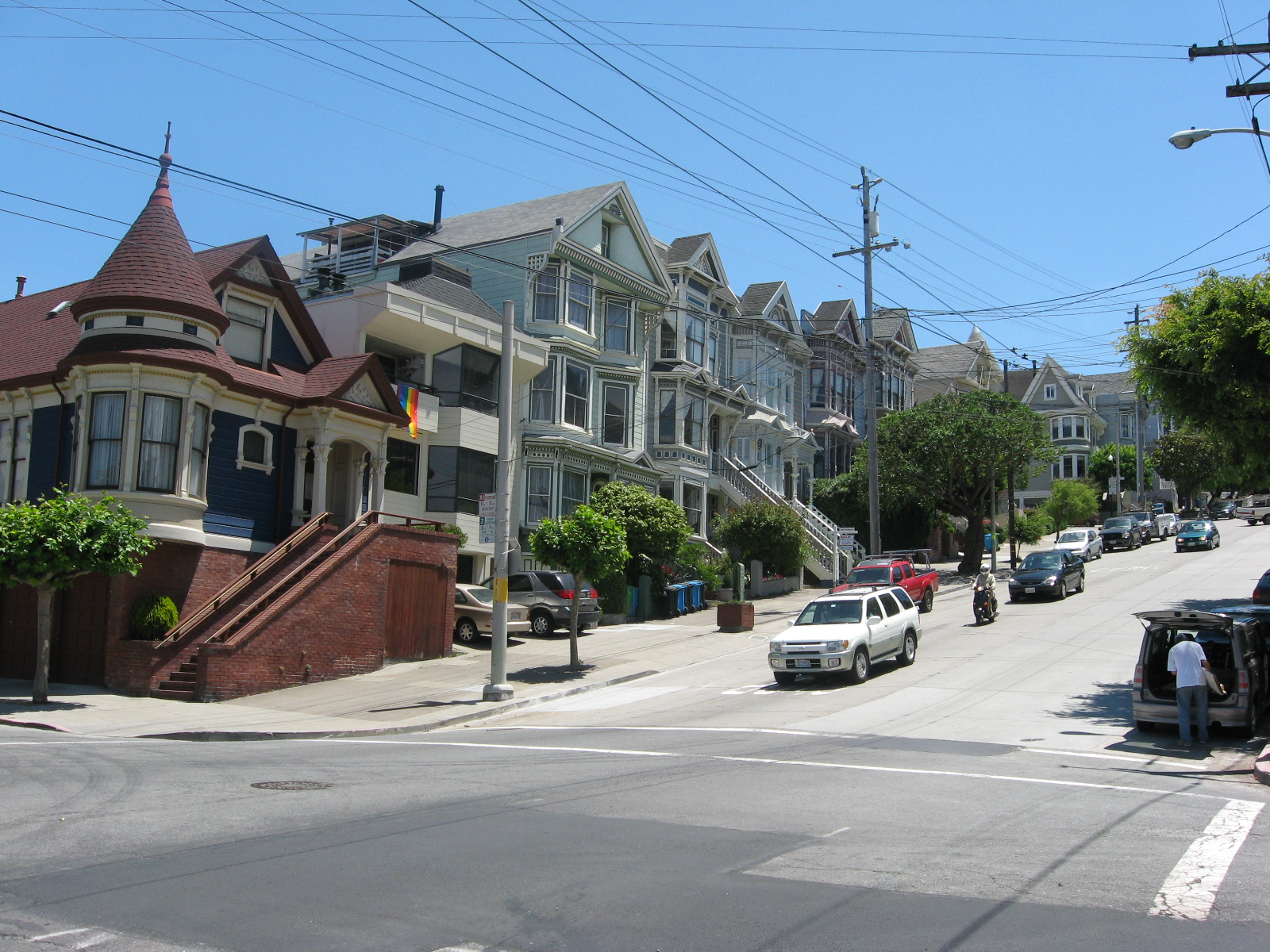
卡斯楚街第二十街轉角

卡斯楚街（Castro Street），一般在英文常被稱做「The Castro」，是位於加州舊金山市的一個區，鄰近歐瑞卡谷區，是世界著名的同志村和觀光景點。
舊金山輕軌在此設有同名車站。

## 概述
舊金山的同志村多半是集中在中心商務區，它坐落從市場街一直到第十九街的卡斯楚街。它從市場街延伸到Church Street及Eureka Street。不過做為數一數二規模的同性戀社區，還有相當多的同志居民密集居住在緊鄰卡斯楚街周圍的住宅區，包括寇羅那高地、米森區、諾耶谷區、雙峰區以及海特-阿什伯力區。而一些人認為還要包括Duboce Triangle及Dolores Heights這兩個LGBT相當活躍的地區。

## 歷史

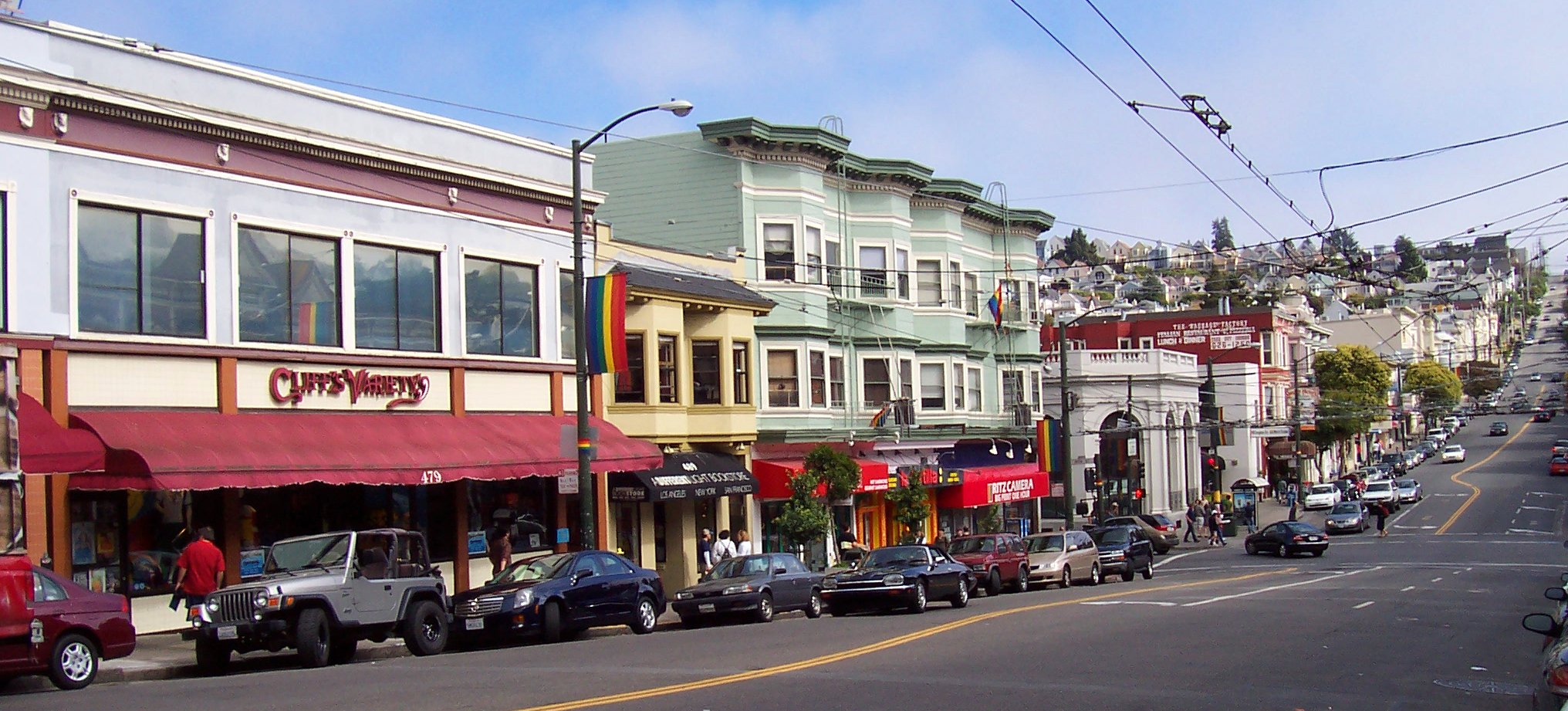
位於靠近卡斯楚街第十八街街口的商店，沿著整條街隨處可見象徵同志驕傲的彩虹旗被懸掛

卡斯楚街的名稱是由何塞·卡斯楚(1808–1860年)所命名，他是墨西哥對抗美國的領導人物，19世紀時加州的統治者，並在1835年至1836年間擔任上加利福尼亞省總督。 （页面存档备份，存于）
現在的卡斯楚街開始在周邊地區知名始於1887年，當時一條連結歐瑞卡谷區到市中心的市場街有軌電車建造通車。 
從1910年代到1920年代，卡斯楚街被稱為「小斯堪地那維亞」，當時有大量來自瑞典、挪威、芬蘭的移民及後裔定居在此地。一間位於市場街Flore咖啡店後方的芬蘭式澡堂（Finilla's）就是在這段期建造間，並一直經營到1986年。而位於卡斯楚街凹地的餐廳過去被稱為是挪威人的海灣。而斯堪地那維亞海員聯盟是在第十五街及市場街附近，圍繞著轉角處的瑞典美國人會堂至今仍然在該區。以斯堪地那維亞風格「half-timber」所建築的房屋至今仍然可以在卡斯楚街和教堂街之間的市場街沿途看見。Kathryn Forbes 在她1943年出版的小說《媽媽的銀行帳戶》(Mama's bank account)中以挪威移民家庭為主題講述了溫馨有愛的一家在20世紀初的舊金山的生活故事。
卡斯楚街在1930年代時成為愛爾蘭裔美國人聚集地並一直維持到1960年代中期。
根據2005年摩根·史柏路克在自己的電視節目《30天》中在卡斯楚街所拍攝的紀錄影片《Straight Man in a Gay World》表示，美國軍方在二戰結束之後，將大批因為性向理由而被除役的同性戀士兵集中往舊金山，之中許多的人被安頓的卡斯楚街，而這也開始吸引更多同性戀居民往卡斯楚街及周圍地區居住。
卡斯楚街在這時代開始成為同性戀運動的中心，是伴隨著1967年一場發生在鄰近的海特-阿什伯力區的爭議性活動「Summer of Love」。這場活動聚集吸引了數以萬計從美國各地前來，出身中產階級家庭的青年人。周遭的居民早先是以歐瑞卡谷為名來稱呼當地，不過在鄰近卡斯楚街和市場街的轉角處的卡斯特罗剧院得名後，當地變成以卡斯楚街為名。 
1975年哈維·米爾克在這裡開設的一間攝影館，做為一位參與政治的同志運動者，他進一步地主張將卡斯楚街做為同志的聚集地。1970年代晚期的一些文化現象被稱為「卡斯楚複製人」（Castro Clone），其中包括個人打扮與穿著的樣式 -- 緊身丹寧褲。1980年代愛滋病危機也開始衝擊這個地區，從1984年開始，舊金山市官方開始掃蕩三溫暖澡堂並展開動議，針對愛滋病的預防感染和防止擴散。今日在Kiosks lining Market Street及卡斯楚街都有海報文宣宣導安全性行為並嘗試對那些在網路上交友約會的人進行宣導服務。
近年來異性戀家庭在卡斯楚街區正緩步的增長中，有部分擔心會淡化這裡的影響。

## 著名場所
- 卡斯特罗剧院：是一間電影城，於1922年建造。
- 卡斯楚街第十八街：卡斯楚街的主要路口，包括許多歷史事件、遊行、示威抗議都是在此地進行。
- F Market heritage streetcar line（英语：F Market）的轉運站是市場街站、第十七街站、卡斯楚街站。
- 斯楚街車站：是一個屬於舊金山城市鐵路系統的車站。
- 哈特福德街禪宗中心（英语：Hartford Street Zen Centre）。
- 哈維·米爾克廣場：位於舊金山城市鐵路的卡斯楚街車站。
- 575 Castro Street：之前哈維·米爾克的攝影店及競選總部，現在建築仍然保持當時的模樣。
- 粉紅三角公園：位於市場第十七街，是一座城市公園和紀念碑。名稱由來是在二戰期間時，被納粹德國其送入集中營的同性戀，他們被迫粉紅三角形來做為他們的辨識符號，二戰之後粉紅三角形成為同志的一個重要的象徵符號。
- Dolores Park 位於 Dolores St, Church St, 18th St, 20th St之中的城市公園，附近建築有學校，教堂，The Women's Building（英语：The Women's Building） 等。
- Harvey's（英语：Harvey's (Bar)）：先前曾是Elephant Walk Bar所在，1979年舊金山騷亂之後被警方暴力襲擊破壞。[2][3]* Twin Peaks (Bar)：第一間在舊金山開設的同志酒吧，也可能是全美國最早開設的同志酒吧，外觀是玻璃板窗，因此顧客可以很輕易地在公共場合找到。[4]

## 特別活動
- 卡斯楚街節（英语：Castro Street Fair）：每年10月的第一個星期日舉行。
- 歹客遊行（英语：Dyke March）
- 卡斯楚街萬聖節活動，2007年停止舉行。
- 粉紅星期六（英语：Pink Saturday）
- 舊金山國際LGBT電影節（Frameline Film Festival）

## 人口統計
根據美國2000年的統計調查，卡斯楚街共有30574位居民，人口密度是每平方公里8711人，郵遞區號是94114，該區號同時也包括了卡斯楚街及隔壁的Noe Valley。 2000年11月，Noe Valley Voice reported the following statistics for city District 8, which includes Noe Valley、Diamond Heights、 Glen Park、Twin Peaks、Corona Heights、Duboce/Reverse Triangle以及卡斯楚街/Dolores Heights。 The paper cited a 1999 poll of registered voters by David Binder Research, a prominent local polling agency.
- 白人: 81%
- 年齡30-49: 54%
- 男性: 58%
- 同志比例: 41%（舊金山市的比例是15.4%）
- 租屋: 55%
- 大學學歷: 71%
- 支持民主黨: 72%
- 支持共和黨: 12%
- 宗教信仰: 56%
- 無宗教信仰: 40%

## 大眾文化
- 在動畫《辛普森家庭》的其中一集（英语：The Trouble With Trillions）中，提及前古巴國務委員會主席菲德爾·卡斯楚，他暗示房間中滿屋子的部屬，他正思考如何讓美國了解到共產主義不會失敗，不會使古巴處於走向破產的邊緣。卡斯楚向那些懷疑的軍官表示「嗯，他們也沒那麼糟，他們甚至在舊金山市用我的名字命名一條街。」[8]，講完之後他右手邊的部屬向卡斯楚用幾不可聞地耳語說「據我所知，當地居民充滿非常多的同性戀」，卡斯楚非常震驚地回應「你說那裡充滿什麼！？！」[9]
- 在卡洛斯·門西亞拍攝的棟篤笑表演No Strings Attached中， 他因以為卡斯楚街是一個拉丁裔美國人的住宅區而非刻意地拜訪了此地。
- 2005年電視紀錄節目《30天》其中一集《Straight Man in a Gay World》中，一名來自小鎮的反同志基督徒Ryan Hickmott，因為該節目需求，而在卡斯楚街居住。
- 在電玩遊戲〈俠盜獵車手：聖安德烈斯〉中，虛擬的場景聖輝洛市皇后區，就是根據卡斯楚街進行了參考設計，該區是一個刻板印象中的同性戀社群並裝飾彩虹旗。

## 參照
1. ↑  Buchanan, Wyatt. S.F.'s Castro district faces an identity crisis: As straights move in, some fear loss of the area's character （页面存档备份，存于） San Francisco Chronicle. Accessed 3-27-07.
2. ↑  Davis, Kevin. . Bay Area Reporter: 13. 2007-06-10  [2008-01-30]. （原始内容存档于2019-07-23）.
3. ↑  Rogers, Fred. . San Francisco Examiner. 2000  [2008-04-10]. （原始内容存档于2020-01-25）.
4. ↑  Higgs, David. . Routledge. 1999: 180  [2008-08-18]. ISBN 9780415158978. （原始内容存档于2020-07-27）.
5. ↑  .   [2008-09-16]. （原始内容存档于2020-02-12）.
6. ↑  "AND NOW FOR THE RUMORS BEHIND THE NEWS" by Mazook.  Noe Valley Voice, November 2000.  （页面存档备份，存于）
7. ↑  "District 8: Under the rainbow" by Betsey Culp. San Francisco Call, 2000-09-25.  （页面存档备份，存于）
8. ↑  "Eh, they're not so bad---they even named a street after me in San Francisco."
9. ↑  "It's full of what?!?"

## 外部連結
- Castro SF - The Complete Local Guide
- OnTheCastro - TV in Your Neighborhood
- Guided photo tour of Castro
- SF Gate: Gay & Lesbian Guide: Castro（页面存档备份，存于）
- Uncle Donald's Castro Street （页面存档备份，存于）
- GayCities San Francisco: Gay/Lesbian nightlife & hotel guide to Castro and SF （页面存档备份，存于）
- Castro demographics data （页面存档备份，存于）
- ClubFly Castro St: Gay bars, clubs and a google map （页面存档备份，存于）
- Gay SF and Castro online（页面存档备份，存于）

Template:舊金山景點